# La goccia di notte
La goccia di notte (Drip Dippy Donald) è un film del 1948 diretto da Jack King. È un cortometraggio animato realizzato, in Technicolor, dalla Walt Disney Productions, uscito negli Stati Uniti il 5 marzo 1948 e distribuito dalla RKO Radio Pictures. È stato distribuito anche come Che notte, Paperino! e, a partire dagli anni novanta, Paperino e la goccia.

## Trama
Un assonnatissimo Paperino sta tornando a casa in autobus. Appena arrivato si mette a letto, ma il suo sonno è interrotto dalla luce proveniente da un'insegna all'esterno. Dopo aver tentato più volte invano di chiudere la tenda, Paperino la inchioda alla parete, riuscendo finalmente a oscurare la stanza. In seguito, Paperino viene risvegliato dal lavandino della cucina, che inizia a gocciolare provocando un fastidioso rumore. Il gocciolio non si ferma neanche stringendo il rubinetto, anzi il suo suono e il suo ritmo sembrano cambiare per indispettire Paperino. Ormai esausto per la privazione del sonno, nella sua mente allucinata il rumore delle gocce sui piatti sporchi del lavello viene amplificato fino ad assomigliare al boato di bombe sganciate dall'alto, che fanno tremare l'intera casa. Paperino prova tutti i modi per chiudere il rubinetto, compresa la costruzione di una complessa macchina di Rube Goldberg, ma nessuno funziona. Alla fine il papero riceve una telefonata della società idrica, che gli comunica l'immediata interruzione della fornitura dell'acqua, non avendo pagato l'ultima bolletta. Il gocciolio si interrompe e Paperino, sollevato, esplode in una risata isterica.

## Distribuzione

### Edizione italiana
Il cortometraggio fu distribuito in Italia il 4 giugno 1971 all'interno del programma Paperino Story con il titolo Che notte, Paperino!. Dopo essere stato incluso nel 1985 in lingua originale nella VHS Serie oro - Paperino, il corto fu poi doppiato nel 1997 dalla Royfilm in collaborazione con Angriservices Edizioni per la trasmissione televisiva. Tale doppiaggio venne poi utilizzato in tutte le occasioni successive.

### Cinema
- Paperino Story (1971)[1]

### Edizioni home video

#### VHS
- Serie oro – Paperino (ottobre 1985)[2]

#### DVD
Il cortometraggio è incluso nel DVD Walt Disney Treasures: Semplicemente Paperino - Vol. 3.